# Hällefors Elkhound
L'Hällefors Elkhound (in svedese Hälleforshund) è una razza di cane da caccia svedese.
La razza è stata sviluppata in Svealand, ma è stata discussa la sua area di origine più dettagliata. Si ritiene che, nonostante il nome, non sia stato creato a Hällefors, ma nel villaggio di Fredriksberg, situato nel vicino comune di Ludvika.
È stato utilizzato principalmente come cane da caccia al cervo e i suoi antenati più notevoli sono lo Spitz finlandese e l'Ostyak Laika.
Lo Swedish Kennel Club, Svenska Kennelklubben, ha riconosciuto la razza nel 2000 e oggi è riconosciuta anche in molti altri paesi nordici, come Finlandia e Norvegia.
L'Hällefors Elkhound è un cane energico, coraggioso e persistente con un carattere forte.